# Olesa de Montserrat
Olesa de Montserrat est une commune de la comarque de Baix Llobregat dans la province de Barcelone en Catalogne (Espagne).

## Économie
Une importante usine chimique du groupe Kao Corporation est présente sur la commune. Elle y produits différents produits chimiques comme des fragrances, des arômes, des résines et des agents tensioactifs. Elle est classée Seveso 2 seuil haut en raison des substances utilisées ou stockées ( Sulfate de diméthyle, oxyde d'éthylène et oxyde de propylène ... ).

## Jumelages
- Nonantola (Italie)
- Weingarten (Baden) (Allemagne)

Dole ,France ,2007